# Acacia argyraea
Acacia argyraea — вид квіткових рослин з родини бобових, що зростає в Австралії: Північна територія, пн.-зх. Квінсленд, пн. Західна Австралія. Батьківщиною цього виду плетені є область Кімберлі в Західній Австралії, Північна територія та північно-західний Квінсленд на північ від приблизно 20° широти, але вважається досить рідкісним у Квінсленді. Його часто можна знайти навколо ділянок сланцю, але він також росте на латеритних і піщаних ґрунтах. Це кущ або дерево з гладкою корою, з філодіями від вузькоеліптичних до еліптичних, колосами блідо-жовтих квіток у пазухах, і з стручками від лінійних до ланцетних завдовжки до 85 мм.

## Морфологічний опис
Acacia argyraea — це кущ або дерево з гладкою сіро-коричневою корою, яке зазвичай досягає висоти до 3 метри і вкрите сріблястим шовковистим волоском. Гілочки його дво- або трикутні, особливо біля кінців. Філодії від вузькоеліптичних до еліптичних, 40–80 мм завдовжки, 15–35 мм завширшки та шкірясті з трьома–шістьма помітними жилками. Квітки блідо-жовті, зібрані в одиночні колоски в пазухах 10–25 мм завдовжки. Цвітіння припадає на липень і серпень. Плід — плоский стручок від лінійної до ланцетної форми, завдовжки 60–85 мм, містить коричневе, довгасте або еліптичне насіння 4–6.5 мм завдовжки

## Галерея

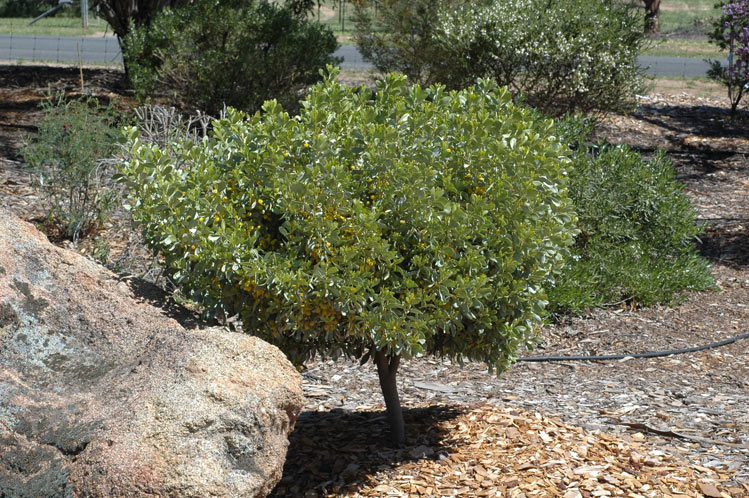
Деревце в ботанічному саду
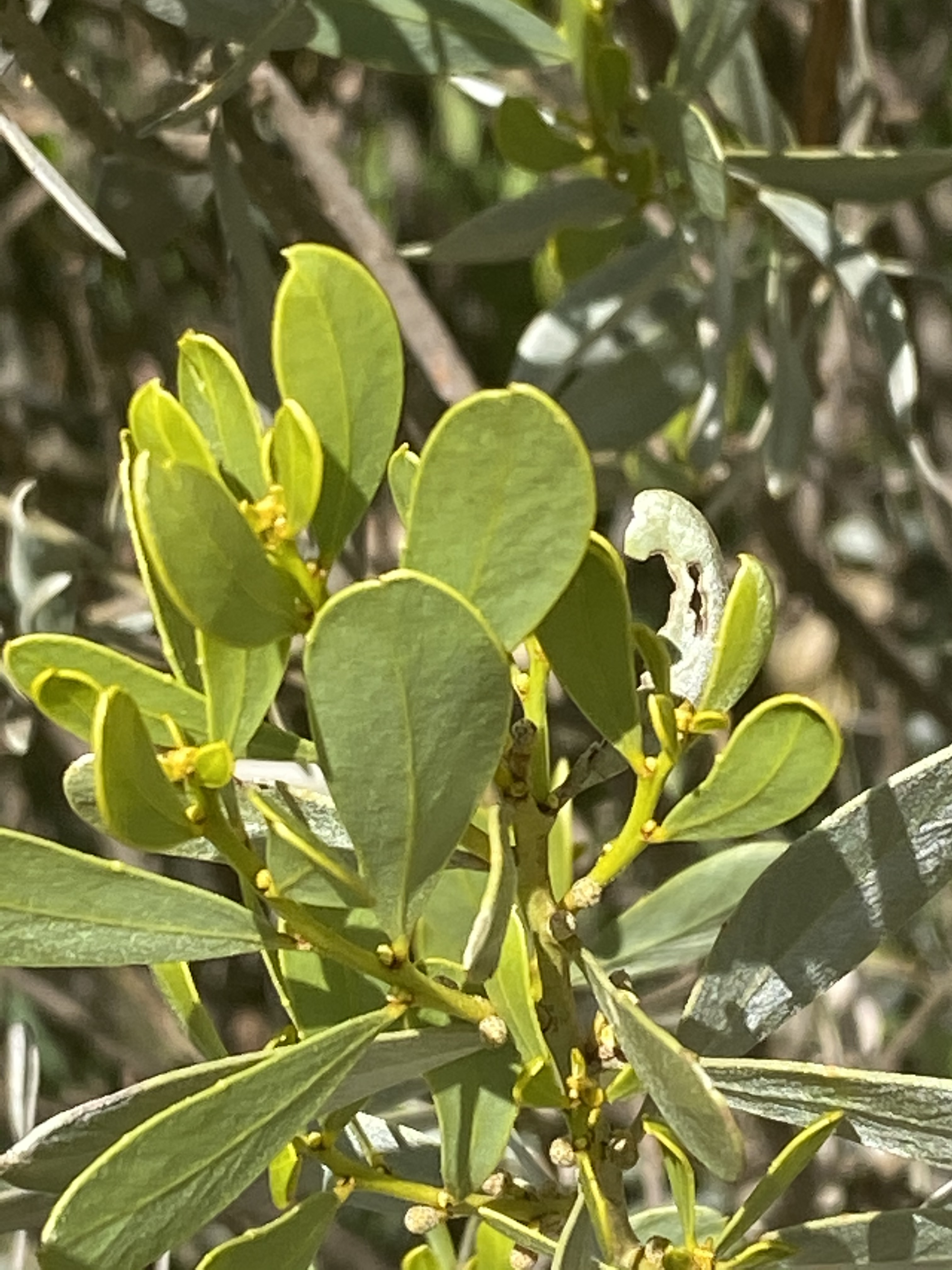
Філодії